# Rosa Cervera Giralt
Rosa Cervera Giralt   (el Port de la Selva, 1912 - el Port de la Selva, 15 d'octubre de 1993) va ser una pintora catalana.
De molt petita, quan anava a l'escola del poble, ja volia ser pintora. La mestra Lluïsa Vilella va ser un referent per a ella. Va marxar a estudiar pintura a l'Escola Superior de Belles Arts de Barcelona, on va tenir el professor Rafael Benet i Vancells. Manuel Ainaud i Sánchez la va introduir als cercles de pintura de la capital catalana.
Es va casar amb l'arquitecte Francesc Torrescassana, i se'n va anar a Madrid amb ell quan va anar a col·laborar en la construcció de la colònia El Viso el 1929. Van millorar la situació econòmica, ella va pintar més i van tenir una filla. El 1951 va fer una exposició a Madrid i el 1952 una a Barcelona. Van ser les primeres de desenes d'exposicions més. Pintava en un petit edifici al jardí de la casa de Madrid.
Víctor Salmador la va qualificar com la "pintora de les aigües i els nocturns" en un estudi que va escriure sobre la pintora. Va pintar entre la dècada del 1950 i la dècada del 1980. Li agradava pintar olis i aquarel·les impressionistes a l'aire lliure i el títol de les seves obres eren el lloc on les havia pintades.